# Le cose che vanno lontano
Le cose che vanno lontano è il primo album del cantante italiano Marco Armani, pubblicato dall'etichetta discografica Cinevox nel 1985.
Il disco, prodotto da Red Canzian, contiene 8 brani, arrangiati da Marco Tansini.
Dall'album vengono tratti 3 singoli: Tu dimmi un cuore ce l'hai/Sa troppo poco di te, la cui canzone principale si classifica all'11º posto al Festival di Sanremo 1985, Per i tuoi occhi/Ghiacciai, il cui brano sul Lato A partecipa all'edizione della Mostra internazionale di musica leggera dello stesso anno, e Canzone sincera/Le cose che vanno lontano.

## Tracce

### Lato A
1. Tu dimmi un cuore ce l'hai – 4:00
2. Canzone sincera – 4:23
3. Una notte che non va – 4:03
4. Candeline – 4:05

Durata totale: 16:31

### Lato B
1. Le cose che vanno lontano – 3:45
2. Sa troppo poco di te – 4:20
3. Una notte che non va – 4:03
4. Ghiacciai – 3:37

Durata totale: 15:45

## Formazione
- Marco Armani – voce, cori, pianoforte
- Marco Tansini – chitarra, cori, tastiera
- Gianni Grecchi – basso, contrabbasso
- Elio Rivagli – batteria
- Alessandro Moro – sax